# Franz Peter Sennfelder

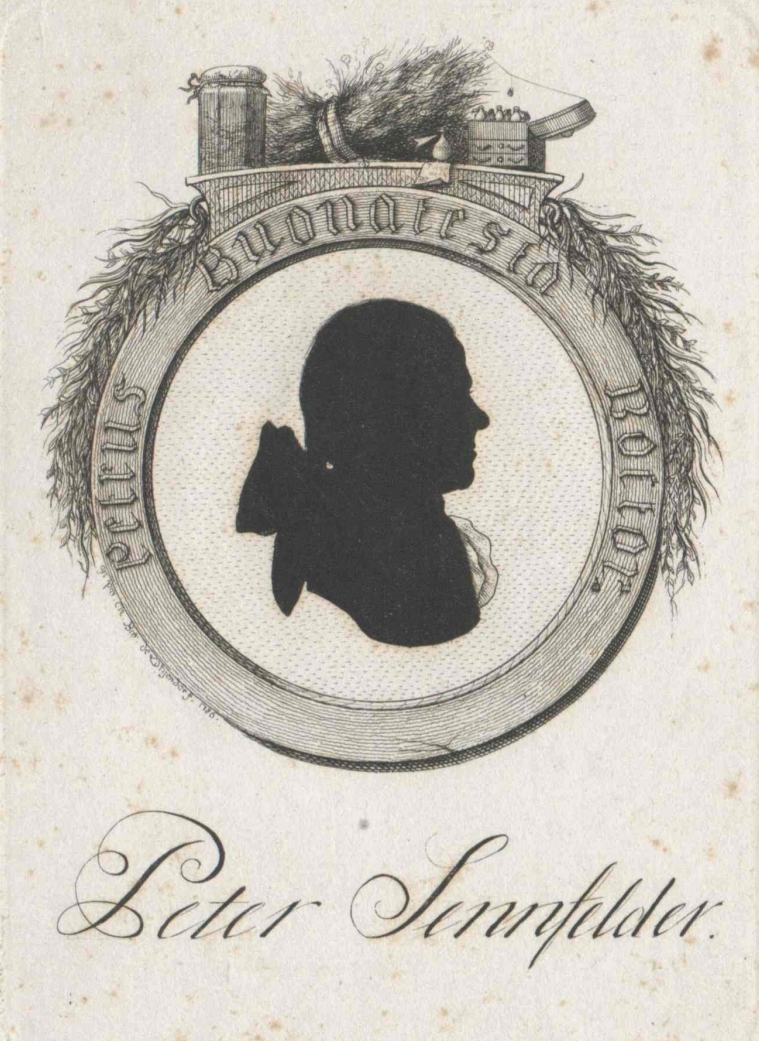
Peter Sennfelder

Franz Peter Sennfelder, auch Franz Peter Sennefelder, (* 1744 in Königshofen in Unterfranken; † 1. August 1792 in München) war ein deutscher Theaterschauspieler.

## Leben
Peter Sennfelder war ein Sohn von Sebaldus Sennfelder (1715–1759) und seiner Ehefrau Catharina Rost (1712–1758).
Er war von 1771 bis 1776 Schauspieler und Dramaturg am Deutschen Theater in Prag. Dann folgte er einem Ruf an das Nationaltheater München und wurde dort Hofschauspieler.
Sennfelder war verheiratet mit Katharina von Volck (1750–1825), Tochter des Prager Schnallenmachers Josef von Volk. Das Paar hatte sechs Söhne und drei Töchter, u. a. Alois (1771–1834), Theobald (1777–1845), Georg (1778–1849), Carl (1786–1836) und Clemens (1788–1833), die ebenfalls Schauspieler, aber auch Lithographen bzw. Steindrucker wurden.